# HD16705
HD16705 є хімічно пекулярною зорею спектрального класу
B9 й має видиму зоряну величину в смузі V приблизно 8,5.

## Пекулярний хімічний вміст
HD16705 належить до Хімічно пекулярних зір з пониженим вмістом гелію
й в її зоряній атмосфері спостерігається нестача He у порівнянні з його вмістом в атмосфері Сонця.